# Hedbomal
Hedbomal (Monopis weaverella) är en fjärilsart som beskrevs av Scott 1858. Hedbomal ingår i släktet Monopis och familjen äkta malar. Arten är reproducerande i Sverige. Inga underarter finns listade i Catalogue of Life.

## Bildgalleri

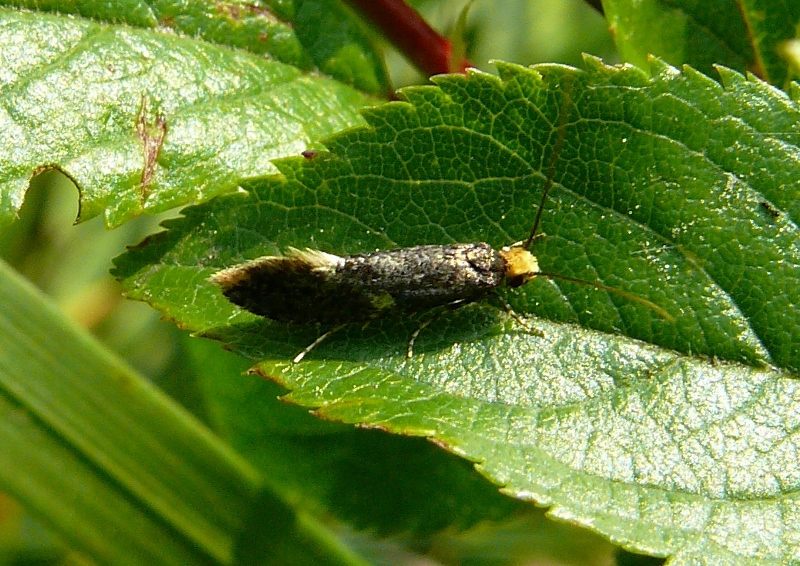